# 达乌里黄耆
达乌里黄耆（学名：Astragalus dahuricus）为豆科黄芪属的植物。分布在蒙古、俄罗斯、朝鲜以及中国大陆的四川、华北、河南、东北、山东、西北等地，生长于海拔400米至2,500米的地区，常生于山坡或河滩草地，目前尚未由人工引种栽培。

## 别名
兴安黄耆（东北植物检索表）